# Eparchia di Zlatoust

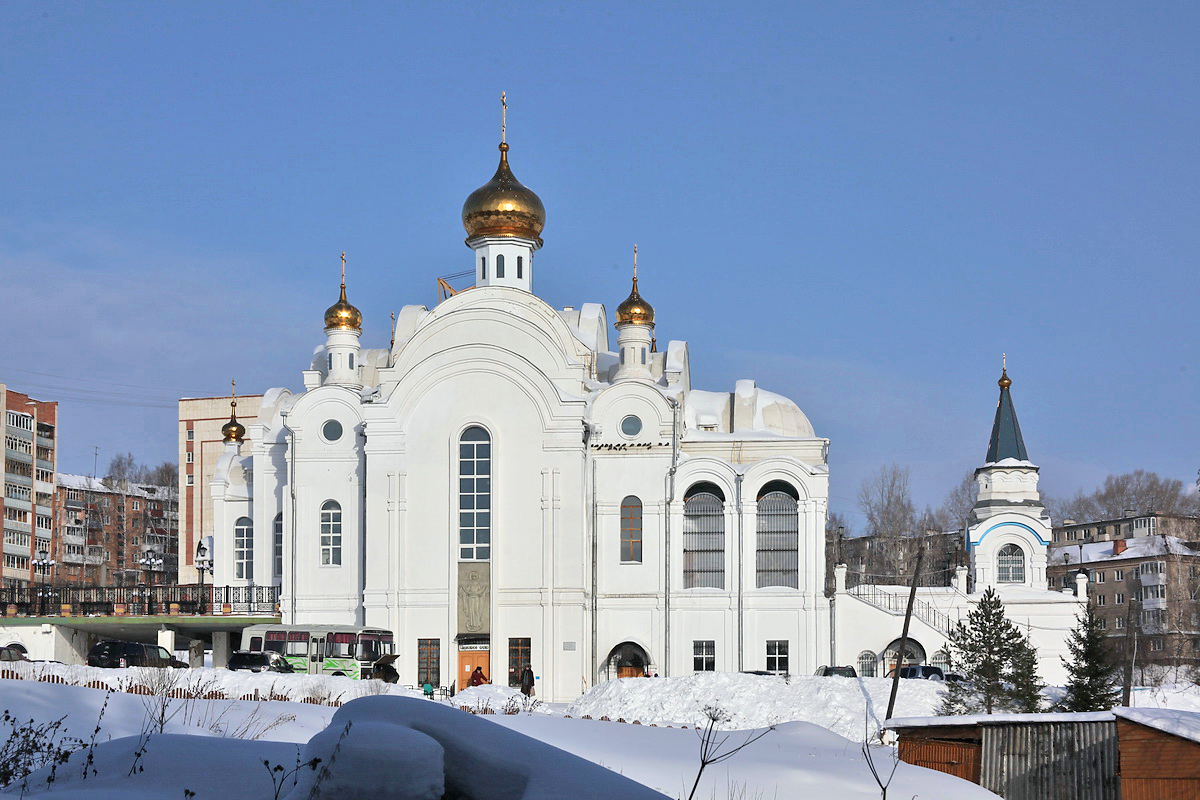
La cattedrale di San Serafino di Sarov di Zlatoust.

L'eparchia di Zlatoust (in russo Златоустовская епархия?) è una diocesi della Chiesa ortodossa russa, appartenente alla metropolia di Čeljabinsk.

## Territorio
L'eparchia comprende le città di Zlatoust, Trëchgornyj e Ust'-Katav e i rajon Ašinskij, Katav-Ivanovskij, Kusinskij e Satkinskij nell'oblast' di Čeljabinsk nel Circondario federale degli Urali.
Sede eparchiale è la città di Zlatoust, dove si trova la cattedrale di San Serafino di Sarov.
L'eparca ha il titolo ufficiale di «vescovo di Zlatoust e Satka».

## Storia
L'eparchia è stata eretta dal Santo Sinodo della Chiesa ortodossa russa il 27 dicembre 2016 ricavandone il territorio dall'eparchia di Čeljabinsk e contestualmente è entrata a far parte della metropolia di Čeljabinsk.